# الشياطين لا تتوب (مسلسل)
الشياطين لا تتوب هو مسلسل مغربي من أربع حلقات عرض خلال شهر رمضان على القناة الثانية المغرببة، وهو من إخراج حميد زيان وبطولة ربيع القاطي وزينب عبيد وأخرون، يعالج ظاهرة الشعودة في المجتمع المغربي. تم تصوير هذا المسلسل بمدينة تارودانت

## القصة
تدور أحداث المسلسل حول عبدالسلام، رجل تورط مع عصابة تبحث عن الكنوز في قريته، ليستقر بعد فراره في أحد الأحياء الشعبية بالمدينة، حيث قام بممارسة الرقية الشرعية، مستغلا سذاجة من يقصده أملا في العلاج، معتمدا في ذلك على شبكات التواصل الاجتماعي.

## الموضوع
يعالج المسلسل ظاهرة الشعوذة والرقاة في المغرب، وتأثير الاتجار بالدين على الأفراد ضحايا الرقاة. يعالج المسلسل أيضا ظاهرة استخدام وسائط التواصل الاجتماعي للترويج لأعمال الشعوذة.

## طاقم المسلسل

### التمثيل[8]
- ربيع القاطي

- زينب عبيد

- ندى هداوي

- سحر الصديقي

- عبدالحق بلمجاهد

- نريمان سدا

- الصديق مكوار

- حميد بناني

- مراد حميمو

- شفيق بورقية

- الصديق مكوار

- حميد بناني

- مراد حميمو

- شفيق بورقية

- رشيدة منار

### إخراج[4]
- حميد زيان

### تأليف[1]
- محمد بوفتاس
- محمد عيسى العفاز

### إنتاج[6]
- شركة زيان للإنتاج الفني